# Kent Gudmundsen

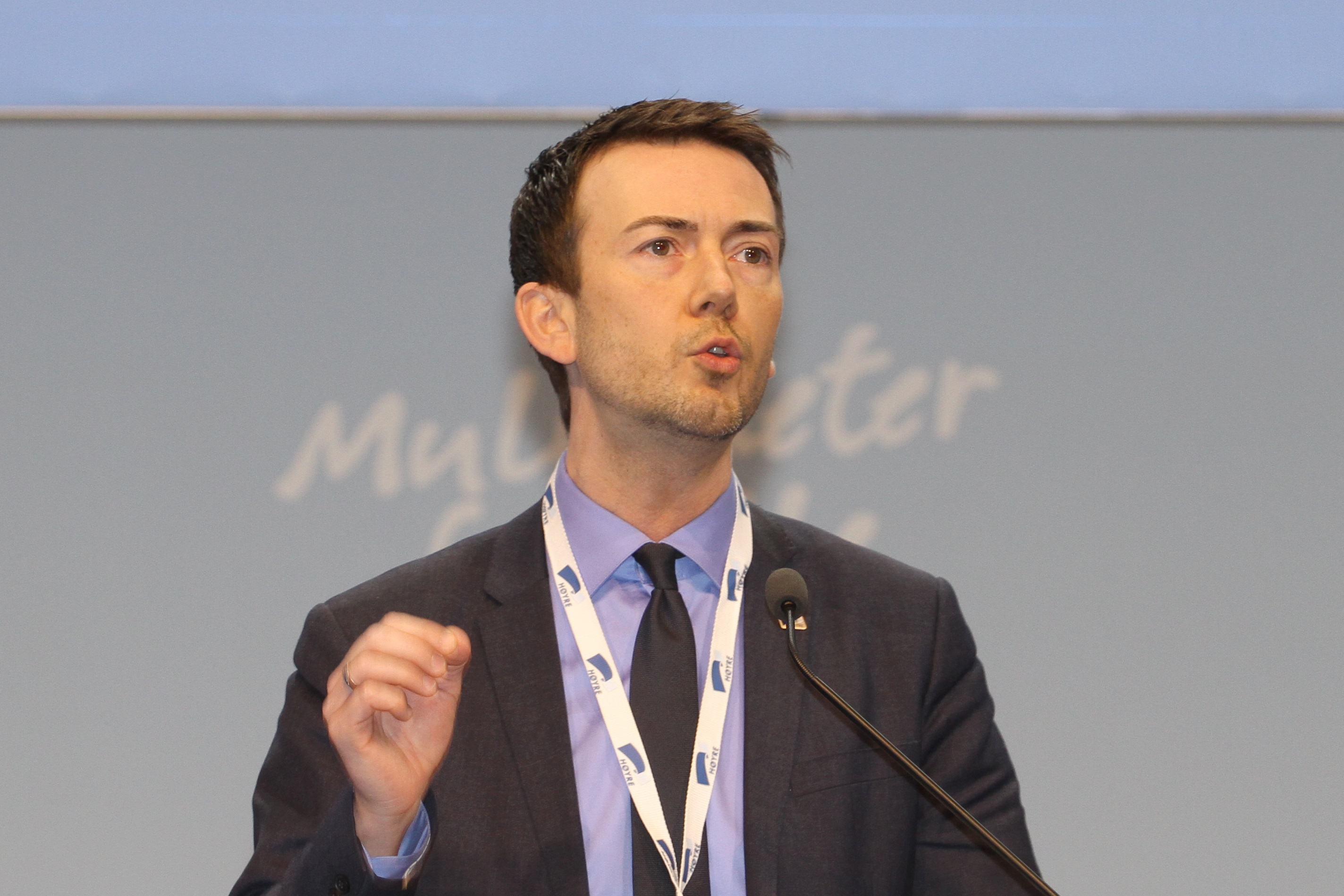
Kent Gudmundsen, 2017

Kent Gudmundsen (* 5. März 1978 in Harstad) ist ein norwegischer Politiker der konservativen Partei Høyre. Von 2013 bis 2021 war er Abgeordneter im Storting.

## Leben
Gudmundsen studierte Business Administration an der Universität Tromsø und er arbeitete im Anschluss als selbstständiger Unternehmer. Von 1999 bis 2015 saß er im Fylkesting der damaligen Provinz Troms. Gudmundsen war dabei von 2009 bis 2013 Teil des Fylkesråd, wo er für den Bereich Bildung zuständig war. Im Jahr 2011 wurde er Mitglied im Kommunalparlament von Tromsø.
Gudmundsen zog bei der Parlamentswahl 2013 erstmals in das norwegische Nationalparlament Storting ein. Dort vertrat er den Wahlkreis Troms und wurde zunächst Mitglied im Kirchen-, Bildungs- und Forschungsausschuss. Nach der Wahl 2017 wurde er stellvertretender Vorsitzender des Nachfolgeausschusses, dem Ausschuss für Bildung und Forschung. Im Vorfeld der Stortingswahl 2021 erhielt er keinen Platz auf der Wahlliste seiner Partei im Wahlkreis Troms. Er hatte seine Kampfabstimmung gegen Erlend Svardal Bøe verloren. In der Folge schied Gudmundsen im Herbst 2021 aus dem Parlament aus.